# Gary Hocking
Gary Stuart Hocking (Caerleon 30 de setembro de 1937 — Durban, 21 de dezembro de 1962) foi um motociclista campeão das 500cc em 1961.
Representando a antiga Rodésia, também foi piloto de automóveis. Faleceu vítima de um acidente nos treinos do Grande Prêmio de Natal de 1962, quando pilotava um Lotus 24.